# Jamniček
Jamniček – potok w dorzeczu Wagu na Słowacji. Powstaje u południowych podnóży Tatr, już na Kotlinie Liptowskiej. Spływa w kierunku południowo-zachodnim przez Kotlinę Liptowską, przepływając przez miejscowość Jamnik, a następnie Podtureň. W tej ostatniej miejscowości płynie uregulowanym hydrologicznie betonowym korytem. Na wysokości 612 m uchodzi do Wagu. Następuje to dokładnie naprzeciwko ujścia Štiavnicy spływającej z Niżnych Tatr.